# Bolivia en los Juegos Olímpicos de Tokio 2020
Bolivia fue representada en los Juegos Olímpicos de Tokio 2020 por un total de cinco deportistas, tres hombres y dos mujeres, que compitieron en tres deportes. El responsable del equipo olímpico fue el Comité Olímpico Boliviano, así como las federaciones deportivas nacionales de cada deporte con participación.
Los portadores de la bandera en la ceremonia de apertura fueron los nadadores Gabriel Castillo y Karen Torrez.

## Detalle por deporte

### Atletismo
| Atleta        | Evento                      | Preliminares     | Preliminares     | Eliminatoria     | Eliminatoria     | Semifinal        | Semifinal        | Final        | Final        |
| Atleta        | Evento                      | Tiempo           | Posición         | Tiempo           | Posición         | Tiempo           | Posición         | Tiempo       | Posición     |
| ------------- | --------------------------- | ---------------- | ---------------- | ---------------- | ---------------- | ---------------- | ---------------- | ------------ | ------------ |
| Bruno Rojas   | 100 metros planos masculino | 10.64            | 57               | No clasificó     | No clasificó     | No clasificó     | No clasificó     | No clasificó | No clasificó |
| Ángela Castro | 20 Km Marcha femenina       | Sin ronda previa | Sin ronda previa | Sin ronda previa | Sin ronda previa | Sin ronda previa | Sin ronda previa | 1:42:25      | 48           |

### Natación
| Atleta           | Evento                              | Eliminatoria | Eliminatoria | Semifinal    | Semifinal    | Final        | Final        |
| Atleta           | Evento                              | Tiempo       | Posición     | Tiempo       | Posición     | Tiempo       | Posición     |
| ---------------- | ----------------------------------- | ------------ | ------------ | ------------ | ------------ | ------------ | ------------ |
| Gabriel Castillo | 100 metros estilo espalda masculino | 58.24        | 39           | No clasificó | No clasificó | No clasificó | No clasificó |
| Karen Torrez     | 50 metros estilo libre femenino     | 25.77        | 35           | No clasificó | No clasificó | No clasificó | No clasificó |

### Tenis
| Deportista   | Evento               | Ronda 1                     | Ronda 2            | Ronda 3            | Cuartos de final   | Semifinales        | Final / MB         | Posición |
| Deportista   | Evento               | Oponente Resultado          | Oponente Resultado | Oponente Resultado | Oponente Resultado | Oponente Resultado | Oponente Resultado | Posición |
| ------------ | -------------------- | --------------------------- | ------------------ | ------------------ | ------------------ | ------------------ | ------------------ | -------- |
| Hugo Dellien | Individual masculino | Djokovic (SRB) D (2-6, 2-6) | No clasificó       | No clasificó       | No clasificó       | No clasificó       | No clasificó       | 33.°     |